# Lynne Yamamoto
Lynne Yamamoto, née en 1961 à Hawaï, est une artiste américaine.

## Biographie

### Études
Lynne Yamamoto nait en 1961 à Hawaï,.
Après des études à l'université d'Hawaï en 1981, elle obtient un Bachelor of Arts à l'Evergreen State College en 1983. Elle étudie à l'Inter-University Center for Film and Critical Studies à Paris en 1985 et obtient un Master of Arts à l'université de New York en 1991.

### Carrière
D'octobre 1997 à mars 1998, le MoMA à New York lui consacre une exposition.
En 2017, elle participe à l'inauguration de la biennale d'Honolulu (en). Son œuvre Borrowed Time, recréation d'un porche colonial à la peinture écaillée, parle de l'époque des plantations à Hawaï.

### Autres activités
Elle enseigne le design et l'installation au Smith College.
Elle est employée à la bibliothèque centrale de Seattle.

## Œuvre
Son travail d'artiste engage les notions de lieu et de mémoire, « de son histoire familiale, et se penche sur des thématiques universelles comme la race, le genre ou le colonialisme ». Elle s'intéresse à la façon dont les histoires de gens ordinaires peuvent soulever de larges problématique historiques et géographiques.
Elle s'est notamment penchée sur l'image de la fleur de cerisier, utilisé comme symbole de la guerre au Japon (Resplendant, 2001) ; sur l'histoire de l'ananas, fruit exotique issu des plantations (Smooth Cayenne, 2003) ; ou sur l'immigration à Hawaï au début du xxe siècle (Genteel, 2010).
En 2008, elle se penche sur la valeur symbolique des cheminées. Elle photographie 100 cheminées à Honolulu, depuis l'installation de Protestants sur l'île au xixe siècle à la période contemporaine. Certaines maisons avec cheminées se trouvent dans des zones plutôt froides et humides, où elles ont une utilité ; certaines sont dans des zones chaudes et servent principalement à marquer un statut social. Yamamoto auto-édite un livre regroupant ces photographies.

### Resplendant

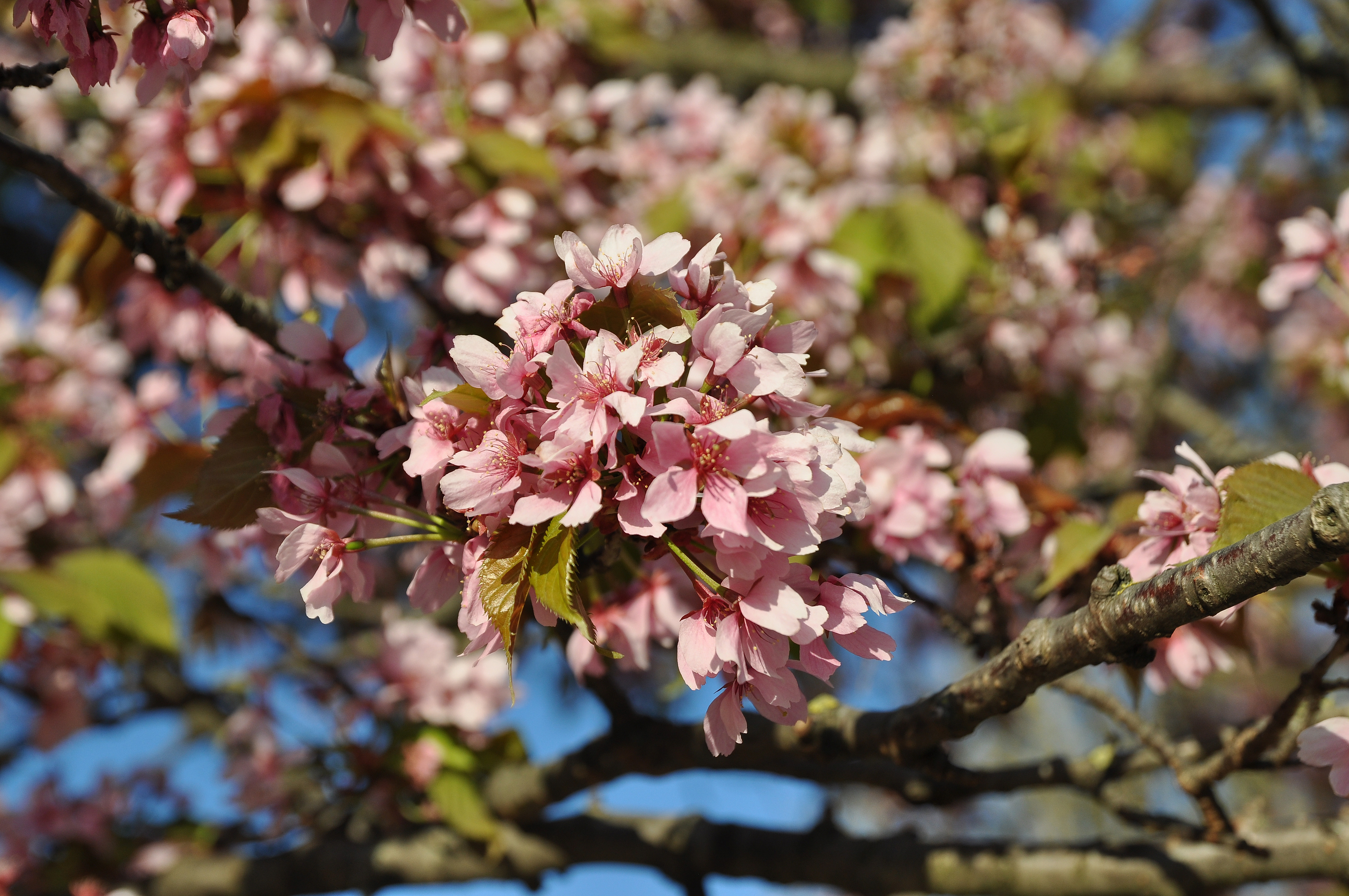
Fleurs du cerisier du Japon 'Hisakura'

Avec Resplendant, Lynne Yamamoto aborde l'histoire américano-japonaise après la Seconde Guerre mondiale. Elle est notamment inspirée par des déclarations controversées de Hitoshi Motoshima (en), maire de Nagasaki de 1979 à 1995, qui demandait à l'empereur Hirohito d'accepter une part de responsabilité dans la Seconde Guerre mondiale.
L'installation, qui joue avec les symboles de la vie, de la mort et de la renaissance, se concentre sur les fleurs de cerisier, un symbole japonais ambigu, évoquant la beauté éphémère mais également la guerre.
L'installation consiste en des fleurs punaisées au mur, avec des visages d'hommes asiatiques au centre des fleurs. Au sol se trouvent neuf bombonnes en verre avec des fleurs stylisées. Dans le fond de la galerie, on trouve trois images qui éclairent sur les sources que Yamamoto a utilisées : une gravure sur bois du xixe siècle représentant l'entourage d'un souverain japonais regardant des cerisiers en fleurs pour célébrer le hanami ; des fleurs stylisées ornant un avion kamikaze de la Seconde Guerre mondiale ; et enfin les pages du livre d'où proviennent les visages, publié dans un village japonais pour commémorer les jeunes hommes morts à la guerre.
Resplendant a été conçu au cours d'une résidence du programme artistique États-Unis-Japon et grâce à une bourse de la fondation Creative Capital (en),. Elle est installée en 2001 à la P.P.O.W. Gallery à New York, et en 2003 au Munson-Williams-Proctor Arts Institute.

### Dans des collections
Son travail est présent dans les collections du Whitney Museum of American Art, du Musée d'Art contemporain de Los Angeles, du Museum of Modern Art ou du Munson-Williams-Proctor Arts Institute.

## Pris et récompenses
- 1988-1989 : Purchase Award de la Fondation nationale hawaïenne pour la culture et les arts[4]
- 1992 : Bourse Artist-in-the-Marketplace, Bronx Museum of the Arts[5]
- 1996 : Prix Anonymous Was A Woman[16]
- 2001 : bourse de la fondation Creative Capital (en)[11]
- 2002 : Penny McCall Foundation Award